# Cerithiopsis virginica
Cerithiopsis virginica là một loài ốc biển, động vật chân bụng trong họ Cerithiopsidae, được tìm thấy ở tây bắc Đại Tây Dương. Nó được Henderson and Bartsch mô tả năm 1914.